# Chinesischer Kalender
Der chinesische Kalender war der offizielle Kalender des Kaiserreichs China.

## Bezeichnungen

### Heutige Bezeichnungen
Er ist meist noch als „Bauernkalender“ (chinesisch 農曆 / 农历, Pinyin Nónglì) bekannt. Weitere Bezeichnungen sind „Mondkalender“ (陰曆 / 阴历,  Yīnlì), Jiùlì (舊曆 / 旧历 – „Alter Kalender“) oder Chuántǒnglì (傳統曆 / 传统历 – „Traditioneller Kalender“).

### Traditionelle Namen
Die traditionellen Bezeichnungen waren Xiàlì (夏曆 / 夏历 – „Kalender der Xia-Dynastie“) und Huánglì (黃曆 / 黄历 – „Kalender des Gelben Kaisers“) – später mit der homophonen Bezeichnung „Kaiserlicher Kalender“ (皇曆 / 皇历) geschrieben.

## Heutige Nutzung
Der chinesische Kalender wird noch im gesamten chinesischsprachigen Raum für die Berechnung traditioneller chinesischer Feiertage verwendet. Darüber hinaus dient er Anhängern der chinesischen Astrologie oder Fengshui-Meistern als Berechnungsgrundlage für die Festlegung „astrologisch günstiger“ Tage, um beispielsweise Feste und Feiern zu begehen, bauliche Tätigkeiten zu beginnen oder besondere Aktivitäten an „astrologisch ungünstigen Tagen“ zu vermeiden o. Ä.
Die meisten traditionellen chinesischen Feste richten sich nach dem Mondkalender. Wichtige Ausnahmen sind das Qingming-Fest und das Fest der Wintersonnenwende.
| Traditionelles Fest                             | Langzeichen           | Kurzzeichen           | Pinyin                          | Datum                                                  | Bemerkung                                                                                               |
| ----------------------------------------------- | --------------------- | --------------------- | ------------------------------- | ------------------------------------------------------ | --- |
| Neujahrsfest Frühlingsfest                      | 農曆新年 春節         | 农历新年 春节         | nónglì xīnnián, chūnjié         | 1. Tag des 1. Monats                                   | Feier zum Frühlingsbeginn                                                                               |
| Laternenfest                                    | 元宵節 燈節           | 元宵节 灯节           | yuánxiāojié dēngjié             | 15. Tag des 1. Monats                                  | abendliche Laternenschau, informelle Brautwerbung durch Gedichte auf den Laternen im historischen China |
| Qingming-Fest                                   | 清明節                | 清明节                | qīngmíngjié                     | variiert im 3. Monat a (4., 5. selten 6. April)        | Totengedenktag                                                                                          |
| Drachenbootfest                                 | 端午節 重午節, 重五節 | 端午节 重午节, 重五节 | duānwǔjié chóngwǔjié            | 5. Tag des 5. Monats                                   | Festtag zum Gedenken an Qu Yuan                                                                         |
| Qixi-Fest                                       | 七夕 乞巧節           | 七夕 乞巧节           | qīxī qǐqiǎojié                  | 7. Tag des 7. Monats                                   | Fest der Liebenden – vergleichbar dem Valentinstag                                                      |
| Ullambana-Fest b Zhongyuan-Fest c Geisterfest d | 盂蘭盆節 中元節 鬼節  | 盂兰盆节 中元节 鬼节  | yúlánpénjié zhōngyuánjié guǐjié | 15. Tag des 7. Monats                                  | in Japan als Obon (O-bon) oder Bon                                                                      |
| Mondfest (Mittherbstfest)                       | 中秋節                | 中秋节                | zhōngqiūjié                     | 15. Tag des 8. Monats                                  | in Japan als Otsukimi (O-tsukimi) oder Tsukimi                                                          |
| Chongyang-Fest (Doppelneunfest)                 | 重陽節 重九節         | 重阳节 重九节         | chóngyángjié chóngjiǔjié        | 9. Tag des 9. Monats                                   | Totengedenktag                                                                                          |
| Wintersonnenwende                               | 冬至                  | 冬至                  | dōngzhì                         | variiert im 11. Monat a (21., 22. selten 23. Dezember) | traditionell wichtiger als das Chinesische Neujahrsfest                                                 |
| Laba-Fest                                       | 臘八                  | 腊八                  | làbā                            | 8. Tag des 12. Monats                                  | Erwachen Siddhartha Gautamas, Ankündigung des Frühlings                                                 |

## Regelwerk
Der chinesische Kalender ist eine Kombination aus einem gebundenen Mondkalender (Lunisolarkalender = Mondkalender mit Schaltmonaten, die zum Abgleich mit dem Sonnenjahr eingefügt werden) und einem Sonnenkalender. Es gibt parallel das Mondjahr (年,  nián) und das Sonnenjahr (歲 / 岁,  suì). Die umgangssprachliche Bezeichnung „Bauernkalender“ bezog sich früher nur auf den Sonnenkalender.

### Sonnenkalender
Das Sonnenjahr sui beginnt am Tag der Wintersonnenwende und ist – wie im Gregorianischen Kalender – immer 365 oder 366 Tage lang.
Die Bahn, die die Sonne innerhalb eines tropischen Jahres von 365,24 Tagen scheinbar auf der Ekliptik durchläuft, wird in 24 Teile von je 15° unterteilt. Dies sind die 24 Stationen oder Jahreseinteilungen (節氣 / 节气,  jiéqì). Jede zweite Station ist ein Zhongqi (中氣 / 中气,  zhōngqì – „zentrale/Haupt-Jahreseinteilung“), wobei die Sonnenwenden und Tagundnachtgleichen vier der zwölf Zhongqi sind. Der zeitliche Abstand von einem Zhongqi zum nächsten beträgt im Mittel ein Zwölftel eines tropischen Jahres oder 30,44 Tage. Er variiert leicht aufgrund der elliptischen Umlaufbahn der Erde um die Sonne.
Die 24 Stationen sind traditionell wichtig für die chinesische Landwirtschaft und werden noch in den meisten Kalendern in China verzeichnet. Klimatisch gesehen treffen sie eher für Nordchina zu, für Südchina weniger. Sie wurden 2016 in die UNESCO-Liste des immateriellen Kulturerbes der Menschheit aufgenommen.
Jeweils sechs Jahreseinteilungen gehören zu einer Jahreszeit. Während aber im westlichen Kalender die Jahreszeiten mit dem Tag der Sonnenwende bzw. der Tagundnachtgleiche beginnen, liegen im chinesischen Kalender diese Tage in der Mitte der jeweiligen Jahreszeit. Man zählt die Stationen beginnend mit dem Frühlingsanfang – lichun, und mancherorts gilt der Frühlingsanfang (und nicht die Wintersonnenwende) als Beginn des sui-Jahres.
| 節氣 / 节气, Jiéqì | 節氣 / 节气, Jiéqì     | 節氣 / 节气, Jiéqì                          | 中氣 / 中气, Zhōngqì | 中氣 / 中气, Zhōngqì | 中氣 / 中气, Zhōngqì                         |
| 315°               | 立春, Lìchūn           | Frühlingsanfang (3.–5. Februar)             | 330°                 | 雨水, Yǔshuǐ         | Regen (18.–20. Februar)                      |
| 345°               | 驚蟄 / 惊蟄, Jīngzhé 1 | Erwachen der Insekten (5.–7. März)          | 0°                   | 春分, Chūnfēn        | Frühlingstagundnachtgleiche (20.–22. März)   |
| 15°                | 清明, Qīngmíng         | Klar und hell (4.–6. April)                 | 30°                  | 穀雨 / 谷雨, Gǔyǔ    | Regen auf die Saat (19.–21. April)           |
| 45°                | 立夏, Lìxià            | Sommeranfang (5.–7. Mai)                    | 60°                  | 小滿 / 小满, Xiǎomǎn | Kleine Fülle / Ährenbildung (20.–22. Mai)    |
| 75°                | 芒種 / 芒种, Mángzhòng | Körner mit Grannen / Ährenzeit (5.–7. Juni) | 90°                  | 夏至, Xiàzhì         | Sommersonnenwende (21.–22. Juni)             |
| 105°               | 小暑, Xiǎoshǔ          | Mäßige Hitze (6.–8. Juli)                   | 120°                 | 大暑, Dàshǔ          | Große Hitze (22.–24. Juli)                   |
| 135°               | 立秋, Lìqiū            | Herbstanfang (7.–9. August)                 | 150°                 | 處暑 / 处暑, Chǔshǔ  | Ende der Hitze (22.–24. August)              |
| 165°               | 白露, Báilù            | Weißer Tau (7.–9. September)                | 180°                 | 秋分, Qiūfēn         | Herbsttagundnachtgleiche (22.–24. September) |
| 195°               | 寒露, Hánlù            | Kalter Tau (8.–9. Oktober)                  | 210°                 | 霜降, Shuāngjiàng    | Reif (23.–24. Oktober)                       |
| 225°               | 立冬, Lìdōng           | Winteranfang (7.–8. November)               | 240°                 | 小雪, Xiǎoxuě        | Mäßiger Schnee (22.–23. November)            |
| 255°               | 大雪, Dàxuě            | Großer Schnee (6.–8. Dezember)              | 270°                 | 冬至, Dōngzhì        | Wintersonnenwende (21.–23. Dezember)         |
| 285°               | 小寒, Xiǎohán          | Mäßige Kälte (5.–7. Januar)                 | 300°                 | 大寒, Dàhán          | Große Kälte (20.–21. Januar)                 |

### Gebundener Mondkalender
Das Mondjahr nián wird in Monate (月,  yuè – „Mond, Monat“) unterteilt, die jeweils einem Mondphasenzyklus entsprechen. Ein Mondphasenzyklus (synodischer Monat) dauert im Mittel 29,53 Tage und ist damit etwas kürzer als der mittlere Abstand zwischen zwei Zhongqi. Ein Mondjahr mit 12 Mondmonaten ist ca. 354 Tage lang und damit um ca. 11 Tage kürzer als das Sonnenjahr. Alle zwei oder drei Jahre wird ein dreizehnter Monat (Schaltmonat) eingeschoben. Dadurch wird erreicht, dass der Beginn des Mondjahres (chinesisches Neujahr) immer in dieselbe Jahreszeit (zwischen 21. Januar und 21. Februar) fällt.
Der heutige Kalender gilt seit der Reform von 1645, die mit Hilfe der Jesuiten (Adam Schall von Bell) durchgeführt wurde. Er lässt sich in den folgenden fünf Regeln zusammenfassen:
1. Bezugspunkt ist der Meridian, der der Zeitzone von Peking entspricht (heute: 120°O).
2. Der Tag beginnt um Mitternacht.
3. Der Neumond fällt immer auf den ersten Tag eines Monats.
4. Die Wintersonnenwende der Nordhalbkugel fällt immer auf den 11. Monat.
5. Wird ein Schaltmonat notwendig, so ist dies der erste Monat zwischen zwei Wintersonnenwenden, auf den kein Zhongqi fällt.

Der erste Monat des Jahres heißt Zhēngyuè (正月), die weiteren Monate werden von 2 bis 12 durchnummeriert. Der 12. Monat wird auch Làyuè (臘月 / 腊月) genannt. Ein Schaltmonat erhält dieselbe Nummer wie der vorherige Monat; wenn der Schaltmonat beispielsweise dem zweiten Monat (二月,  èryuè) folgt, dann heißt er „zusätzlicher zweiter Monat“ (閏二月 / 闰二月,  rùn’èryuè). 19 Sonnenjahre entsprechen fast genau 235 Mondumläufen (Meton-Zyklus). Daher werden in jeweils 19 Jahren insgesamt 7 Schaltmonate eingeschoben (19 × 12 + 7 = 235). Die Schaltmonate liegen vorwiegend im Sommerhalbjahr, weil aufgrund der elliptischen Umlaufbahn der Erde mit Periheldurchgang Anfang Januar die Jahreseinteilungen im Winterhalbjahr schneller durchlaufen werden.
Die Monate haben 29 Tage (小月,  xiǎo yuè – „kurzer Monat“) oder 30 Tage (大月,  dà yuè – „langer Monat“). Die Tage werden durchnummeriert. Ein Jahr mit 12 Monaten ist meist 354, selten 353 oder 355 Tage lang; ein Jahr mit Schaltmonat ist meist 384, selten 383 oder 385 Tage lang.
Die Berechnung des chinesischen Kalenders ist deswegen so kompliziert, weil sie nicht auf den Mittelwerten, sondern auf den exakten astronomischen Stellungen von Mond und Sonne fußt. Während im gregorianischen Kalender und im jüdischen Lunisolarkalender die Schaltjahre einem festen Rhythmus folgen und die Schalttage bzw. Schaltmonate sowie die Länge der einzelnen Monate festgelegt sind, ist dies im chinesischen Kalender nicht der Fall. Überdies variiert der synodische Monat zwischen 29,27 und 29,84 Tagen und ist manchmal länger als der Zeitabstand zwischen zwei Zhongqi (29,45 … 31,45 Tage). Daher kommt es in seltenen Fällen vor, dass auf einen Monat zwei Zhongqi fallen oder dass auf einen Monat kein Zhongqi fällt, er aber kein Schaltmonat ist.

### Der Tag
Der Tag (von Mitternacht bis Mitternacht) wurde zunächst in 100 Einheiten (Ke 刻, Pinyin kè) unterteilt. Ein Ke entsprach also 14,4 Minuten. Während kürzerer Abschnitte der chinesischen Geschichte unterteilte man den Tag davon abweichend auch in 120=10·12, 108=9·12 oder 96=8·12 Ke.
Die Zeiteinheit Ke wurde in 100 oder 60 Fen (分 fēn) unterteilt, die somit rund 9 oder 15 Sekunden entsprachen.

Die 12 Strahlen der Sonne im Hoheitszeichen der Republik China bzw. Taiwan stehen für die 12 traditionellen chinesischen Stunden.

Daneben wurden die 12 traditionellen chinesischen Stunden (Shichen, 時辰 / 时辰,  shíchen) verwendet, von denen eine zwei der uns bekannten Stunden entspricht (vgl. Organuhr). Später wurde auch eine Unterteilung des Tages in zwei mal 12 Stunden (Shi 時 / 时,  shí) benutzt und Ke auf eine Viertelstunde verlängert.

## Zeitrechnung
Für die Zeitrechnung (Datumsangabe, Zählung der Jahre) wurde der Mondkalender verwendet.

### Regierungsdevise (Ära)
Die Zählung der (Mond-)Jahre richtete sich nach der Regierung des Kaisers. Bei der Thronbesteigung proklamierte der Kaiser eine Regierungsdevise, die traditionell aus zwei Schriftzeichen bestand. Oft gab auch ein Kaiser im Laufe seiner Regierungszeit weitere Regierungsdevisen aus. Mit jeder Regierungsdevise begann eine neue Ära mit eigener Zählung der Jahre. Das Jahr 1 wurde Yuan (元,  yuán – „Ursprung“) genannt. Die letzte Ära (民國 / 民国,  mínguó – „Republik“) wurde nach dem Ende der Kaiserzeit 1912 mit Gründung der Republik China ausgerufen und wird heute noch auf Taiwan verwendet. Der Versuch des chinesischen Präsidenten und Militärmachthabers Yuan Shikai, 1915 eine neue Ära namens Hongxian zu begründen, scheiterte nach 83 Tagen. Am 22. März 1916 wurde das Jahr Hongxian 1 für beendet erklärt und wieder in Minguo 5 umbenannt.

### Der 60-Jahre-Zyklus
Die Jahre folgen einem Zyklus, der über 60 Jahre läuft. Er setzt sich aus einem Zyklus der zehn Himmelsstämme (天干,  tiāngān) und der zwölf Erdzweige (地支,  dìzhī), besser bekannt als die zwölf Tierzeichen, zusammen. Es gibt 60 Kombinationen von Stamm und Zweig (干支,  gānzhī) – auch nach der ersten Kombination jiǎzǐ, 甲子 genannt. Die 60 Kombinationen werden durch die 60 Jahresgötter personifiziert.
Dieser Zyklus war unabhängig von der jeweiligen Dynastie und deshalb im Falle eines Dynastiewechsels zuverlässiger.
Zum Termin der Neujahrstage der drei 60-Jahre-Zyklen zwischen 1900 und 2080 und ihrer Zuordnung zu Tierkreiszeichen und Element siehe Chinesische Neujahrstermine.

## Geschichte
Im Laufe der Jahrhunderte wurden immer wieder Verbesserungen gemacht oder Berechnungsgrundlagen gingen im Laufe von Auseinandersetzungen zwischen den chinesischen Staaten verloren. Auch kamen im Laufe der Zeit indische, persische und europäische Ideen und veränderten den Ansatz der Astronomen. Das führte zu einer ganzen Reihe von Kalendern, die z. T. gleichzeitig in Gebrauch waren.
Shen Kuo entwickelte den 12-Qijie-Kalender während der Song-Dynastie (960–1127).
Persische Erkenntnisse bewogen Guo Shoujing (1231–1316), den Shoushi-Kalender (auch: Shou shih li – 授時曆,  Shòushílì) zu entwickeln. Er wurde zu Beginn der Yuan-Dynastie (1279–1368) 1280 eingeführt und war noch lange gültig. In der Zeit der Ming-Dynastie (1368–1644) kamen Jesuiten nach China. So kam es, dass während der frühen Qing-Dynastie (1644–1911) der deutsche Missionar Johann Adam Schall von Bell den Shixian-Kalender erstellte. Er ist das, was man heute als Chinesischen Kalender kennt.
Nach dem Ende der Qing-Dynastie wurde der chinesische Kalender am 1. Januar 1912, dem Datum der Gründung der Republik China, durch den gregorianischen Kalender (格里曆 / 格里历) abgelöst. Die Wirren in den Jahren nach der Republikgründung, der chinesische Bürgerkrieg und die teilweise Besetzung Chinas durch Japan verhinderten zunächst, dass sich das neue Kalendersystem, das in China Xīlì (西曆 / 西历 – „westlicher Kalender“), Gōnglì (公曆 / 公历 – „allgemeiner Kalender“), Yánglì (陽曆 / 阳历 – „Sonnenkalender“) oder schlicht als Xīnlì (新曆 / 新历 – „Neuer Kalender“) genannt wird, im ganzen Land durchsetzte. Die Regierung der Kuomintang erneuerte daher die Einführung des gregorianischen Kalenders am 1. Januar 1929, und mit der Gründung der Volksrepublik China im Jahr 1949 galt der westliche Kalender in ganz China. In der Volksrepublik China wurde dabei auch die westliche Zeitrechnung mit der Zählung ab Christi Geburt übernommen, wohingegen in der Republik China auf Taiwan auf offiziellen Dokumenten ab Gründung der Republik im Jahr 1912 gezählt wird (siehe hierzu Minguo-Kalender).

## Kulturelle Einflüsse

### Ostasien
Der chinesische Kalender wurde über China hinaus im ostasiatischen Kulturraum übernommen. So basieren der traditionelle koreanische Kalender, der japanische Kalender und der vietnamesische Kalender auf dem chinesischen. Das koreanische Neujahrsfest „Seollal“ und das vietnamesische Neujahrsfest „Tết Nguyên Đán“ liegen daher normalerweise zeitgleich mit dem chinesischen. Nur in seltenen Fällen kommt es aufgrund der unterschiedlichen geographischen Länge zu Verschiebungen, zum Beispiel wenn es zum Zeitpunkt des Neumonds in Vietnam kurz vor Mitternacht ist, in China aber schon der neue Tag angebrochen ist.

### Tibetischer Kalender
Der traditionelle tibetische Kalender beruht auf dem 1. Kapitel des indischen Kālacakratantra und ist somit grundsätzlich indischer Herkunft. Er beruht auf dem Lunisolarjahr. Seine Berechnung setzt die Kenntnis komplizierter astronomischer Rechnungen, wie etwa der Mittelpunktsgleichungen von Sonne und Mond, und die Beherrschung von Kalkulationen auf dem Tibetischen Sandabakus voraus. Das Neujahrsfest heißt Losar und fällt in den Februar oder März, meist 4 Wochen später als in China. Was die verschiedenen in Tibet gebräuchlichen Jahreszählungen angeht, so enthalten diese einige Elemente, die chinesischer Herkunft sind.

### Uigurischer „Zwölf-Tiere-Kalender“
1256 wurde Iran Teil des mongolischen Imperiums, 1258 China. Der mongolische Khan Hülegü ließ in Marâgheh im Westiran ein Observatorium für den Astronomen Nâsir al-Din al-Tusi erbauen, bei dem auch einige chinesische Astronomen arbeiteten.
Im Resultat erhielt man den chinesisch-uigurischen Kalender, den al-Tusi in seinem Werk Zij-e Ilkhâni beschreibt. Ein Zwölf-Jahre-Zyklus, mit türkisch/mongolischen Bezeichnungen der Tiernamen (auch bekannt unter dem Namen sanawât-e turki (سنوات ترکی, „Türkische Jahre“)), wurde in der Chronologie, Historiografie und in der Bürokratie in allen Türkisch und Persisch sprechenden Gebieten Asiens, von der heutigen Türkei bis in das heutige Indien, vom frühen Mittelalter bis in die frühe Moderne genutzt. Im Iran wurde dieser Kalender in landwirtschaftlichen Aufzeichnungen bis zum Verbot im Jahre 1925 verwendet.